# Quelfes
Quelfes é uma povoação portuguesa sede da Freguesia de Quelfes do Município de Olhão, freguesia com 21,53 km² de área e 17 253 habitantes (censo de 2021), tendo, por isso, uma densidade populacional de 801,3 hab./km².

## História
Segundo Ataíde de Oliveira, a Freguesia de Quelfes poderá ter-se desanexado da Freguesia de S. Pedro de Faro por volta de 1614 ou mesmo antes de 1575. Embora a Aldeia que lhe dá o nome ser muito pequena, a Freguesia actualmente abarca uma área que inclui uma parte da própria cidade de Olhão e a ilha da Armona.
Nos arredores de Quelfes (a caminho da pequena povoação de Brancanes), a ponte de origem romana, por diversas vezes reconstruída, é testemunho da sua antiguidade e símbolo histórico: em 1808, as tropas de Napoleão Bonaparte foram aqui derrotadas num combate, servindo de exemplo para todo o Algarve.

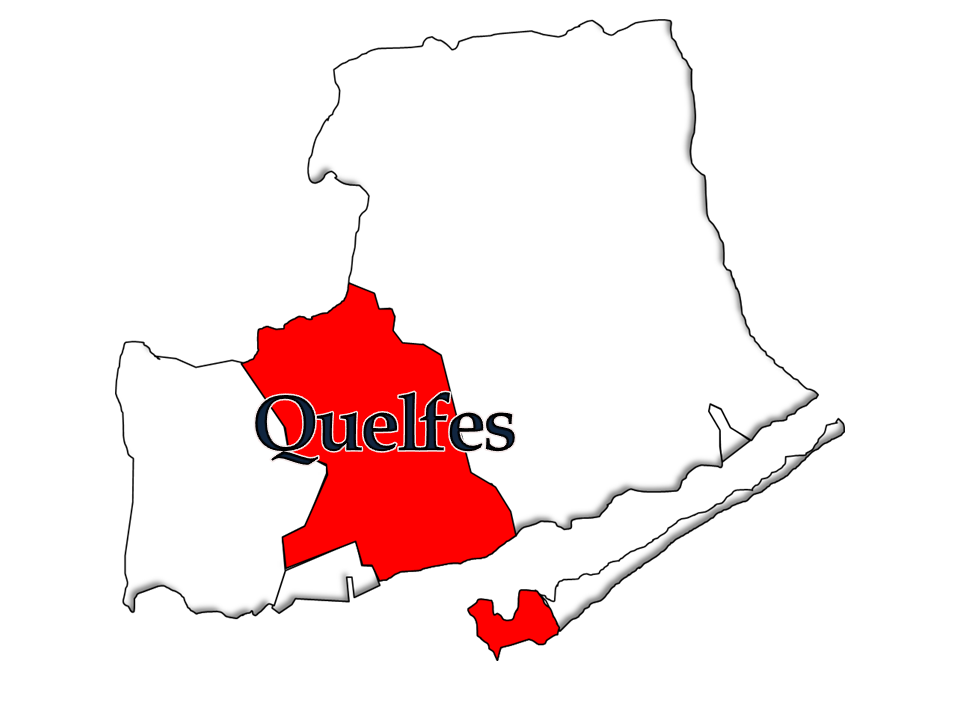
Localização da Freguesia de Quelfes no Município de Olhão

## Demografia
A população registada nos censos foi:
| Distribuição da População por Grupos Etários | Distribuição da População por Grupos Etários | Distribuição da População por Grupos Etários | Distribuição da População por Grupos Etários | Distribuição da População por Grupos Etários |
| -------------------------------------------- | -------------------------------------------- | -------------------------------------------- | -------------------------------------------- | -------------------------------------------- |
| Ano                                          | 0-14 Anos                                    | 15-24 Anos                                   | 25-64 Anos                                   | > 65 Anos                                    |
| 2001                                         | 2402                                         | 1919                                         | 7164                                         | 1804                                         |
| 2011                                         | 3263                                         | 1948                                         | 9704                                         | 2331                                         |
| 2021                                         | 2792                                         | 1943                                         | 9243                                         | 3275                                         |

## Património
- Ponte romana de Quelfes ou Ponte Velha de Quelfes
- Igreja Matriz de Quelfes